# Ctenocompa capnoscia
Ctenocompa capnoscia är en fjärilsart som beskrevs av Edward Meyrick 1919. Ctenocompa capnoscia ingår i släktet Ctenocompa och familjen säckspinnare. Inga underarter finns listade i Catalogue of Life.